# Robert Défossé
Robert Défossé (ur. 19 czerwca 1909 w Calonne-Ricouart, zm. 30 sierpnia 1973 w Lille) – francuski piłkarz, reprezentant kraju, grający na pozycji bramkarza.

## Kariera klubowa
Défossé przygodę z piłką rozpoczął w zespole ES Bully, w którym występował do 1932. Następnie dołączył do Olympique Lillois. Défossé wraz z Lillois zdobył pierwsze zawodowe mistrzostwo Francji w historii w sezonie 1932/1933. W sezonie bramkarz z północy odgrywa wiodącą rolę w dobrych wynikach swojej drużyny. Bierze udział we wszystkich osiemnastu meczach sezonu. Łącznie przez 6 lat gry w Lillois strzegł ich bramki w 140 spotkaniach.
Sezon 1938/39 spędził w Red Star, po którym zakończył karierę piłkarską.
| Sezon   | Klub              | Kraj    | Liga              | Mecze | Gole |
| ------- | ----------------- | ------- | ----------------- | ----- | ---- |
| 1932/33 | Olympique Lillois | Francja | Première Division | 18    | 0    |
| 1933/34 | Olympique Lillois | Francja | Première Division | 26    | 0    |
| 1934/35 | Olympique Lillois | Francja | Première Division | 29    | 0    |
| 1935/36 | Olympique Lillois | Francja | Première Division | 30    | 0    |
| 1936/37 | Olympique Lillois | Francja | Première Division | 29    | 0    |
| 1937/38 | Olympique Lillois | Francja | Première Division | 8     | 0    |
| 1938/39 | Red Star 93       | Francja | Division 2        | 40    | 0    |

## Kariera reprezentacyjna
Défossé pierwsze spotkanie w reprezentacji Francji rozegrał 12 lutego 1933 przeciwko Austrii. Spotkanie zakończyło się porażką Trójkolorowych 0:4.
W 1934 został powołany na Mistrzostwa Świata. Turniej przesiedział na ławce rezerwowych, a Francja odpadła w pierwszej rundzie po porażce 2:3 z reprezentacją Austrii. Ostatni mecz Défossé w drużynie narodowej miał miejsce 13 grudnia 1936. Przeciwnikiem była drużyna Jugosławii, a spotkanie zakończyło się zwycięstwem Francji 1:0.
Łącznie Défossé w latach 1933–1936 zaliczył 9 występów w kadrze.
| Mecze i gole w reprezentacji | Mecze i gole w reprezentacji | Mecze i gole w reprezentacji | Mecze i gole w reprezentacji | Mecze i gole w reprezentacji | Mecze i gole w reprezentacji | Mecze i gole w reprezentacji |
| #                            | Data                         | Miasto                       | Przeciwnik                   | Gol                          | Wynik                        | Rozgrywki                    |
| ---------------------------- | ---------------------------- | ---------------------------- | ---------------------------- | ---------------------------- | ---------------------------- | ---------------------------- |
| 1.                           | 12.02.1933                   | Paryż                        | Australia                    |                              | 0:4                          | towarzyski                   |
| 2.                           | 19.03.1933                   | Berlin                       | III Rzesza                   |                              | 3:3                          | towarzyski                   |
| 3.                           | 26.03.1933                   | Colombes                     | Belgia                       |                              | 3:0                          | towarzyski                   |
| 4.                           | 23.04.1933                   | Paryż                        | Hiszpania                    |                              | 1:0                          | towarzyski                   |
| 5.                           | 25.05.1933                   | Colombes                     | Walia                        |                              | 1:1                          | towarzyski                   |
| 6.                           | 10.06.1933                   | Praga                        | Czechosłowacja               |                              | 0:4                          | towarzyski                   |
| 7.                           | 06.12.1933                   | Londyn                       | Anglia                       |                              | 1:4                          | towarzyski                   |
| 8.                           | 21.01.1934                   | Bruksela                     | Belgia                       |                              | 3:2                          | towarzyski                   |
| 9.                           | 13.12.1936                   | Paryż                        | Jugosławia                   |                              | 1:0                          | towarzyski                   |

## Sukcesy
Olympique Lillois
- Mistrzostwo Francji (1): 1932/33